# Backa landskommun
Backa landskommun var en kommun i dåvarande Göteborgs och Bohus län

## Administrativ historik
När 1862 års kommunalförordningar trädde i kraft inrättades denna kommun i Backa socken i Västra Hisings härad i Bohuslän.
1 januari 1948 upplöstes kommunen och införlivades i sin helhet med Göteborgs stad, som 1971 ombildades till Göteborgs kommun.
Åren 1904–26 fanns Tingstads municipalsamhälle i kommunen.

## Politik

### Mandatfördelning i Backa landskommun 1938-1946
| 3 | 12 | 2 | 2 | 1 |

| 18 |

| 3 | 12 | 2 | 3 |

| 18 |

| 4 | 11 | 2 | 3 |

| 17 | 3 |